# Titularbistum Zorolus
Zorolus (italienisch: Zorolo) ist ein Titularbistum der römisch-katholischen Kirche.
Es geht zurück auf ein früheres Bistum in der römischen Provinz Thracia bzw. Europa im europäischen Teil der heutigen Türkei. Es gehörte der Kirchenprovinz Herakleia Sintike an.
| Titularbischöfe von Zorolus |                                      |                                                   |                   |                    |
| Nr.                         | Name                                 | Amt                                               | von               | bis                |
| 1                           | Pablo Alegría Iriarte OAR            | Apostolischer Vikar von Casanare (Kolumbien)      | 9. Juli 1934      | 11. September 1939 |
| 2                           | Gerardo Faustino Herrero Garrote OSA | Apostolischer Vikar von Changsha (Republik China) | 11. Dezember 1939 | 11. April 1946     |
| 3                           | Charles-Omer Garant                  | Weihbischof in Québec (Kanada)                    | 27. April 1948    | 21. Oktober 1962   |
| 4                           | Kazimierz Majdański                  | Weihbischof in Włocławek (Polen)                  | 19. November 1962 | 1. März 1979       |